# アマミフユイチゴ
アマミフユイチゴ（奄美冬苺、別名:アマミノフユイチゴ、学名: Rubus amamianus Hatus. et Ohwi）は、バラ科キイチゴ属の匍匐性の常緑小低木である。
基準変種アマミフユイチゴ（Rubus amamianus Hatus. et Ohwi var. amamianus）は、奄美大島と徳之島の高地に生育する。茎は地面を匍う。葉は掌状円形、基部は心形、表面には長さ数ミリメートルの棘が散在する。同所的に生育するホウロクイチゴの葉に似るが小さく、せいぜい直径約5 cm。花は5 - 6月、夏に結実する。
変種コバノアマミフユイチゴ（Rubus amamianus Hatus. et Ohwi var. minor Hatus.）は、奄美大島中部の河川に生育する渓流植物。川岸に生育し、茎はコケに被われた岩の上を匍う。葉はアマミフユイチゴよりさらに小さく、直径2-3 cm程度で浅く3裂する。
徳之島では、ホウロクイチゴ（R. sieboldii）との雑種とされるオオアマミフユイチゴ（Rubus amamianus Hatus. et Ohwi x R. sieboldii Blume）の生育していることが知られる。

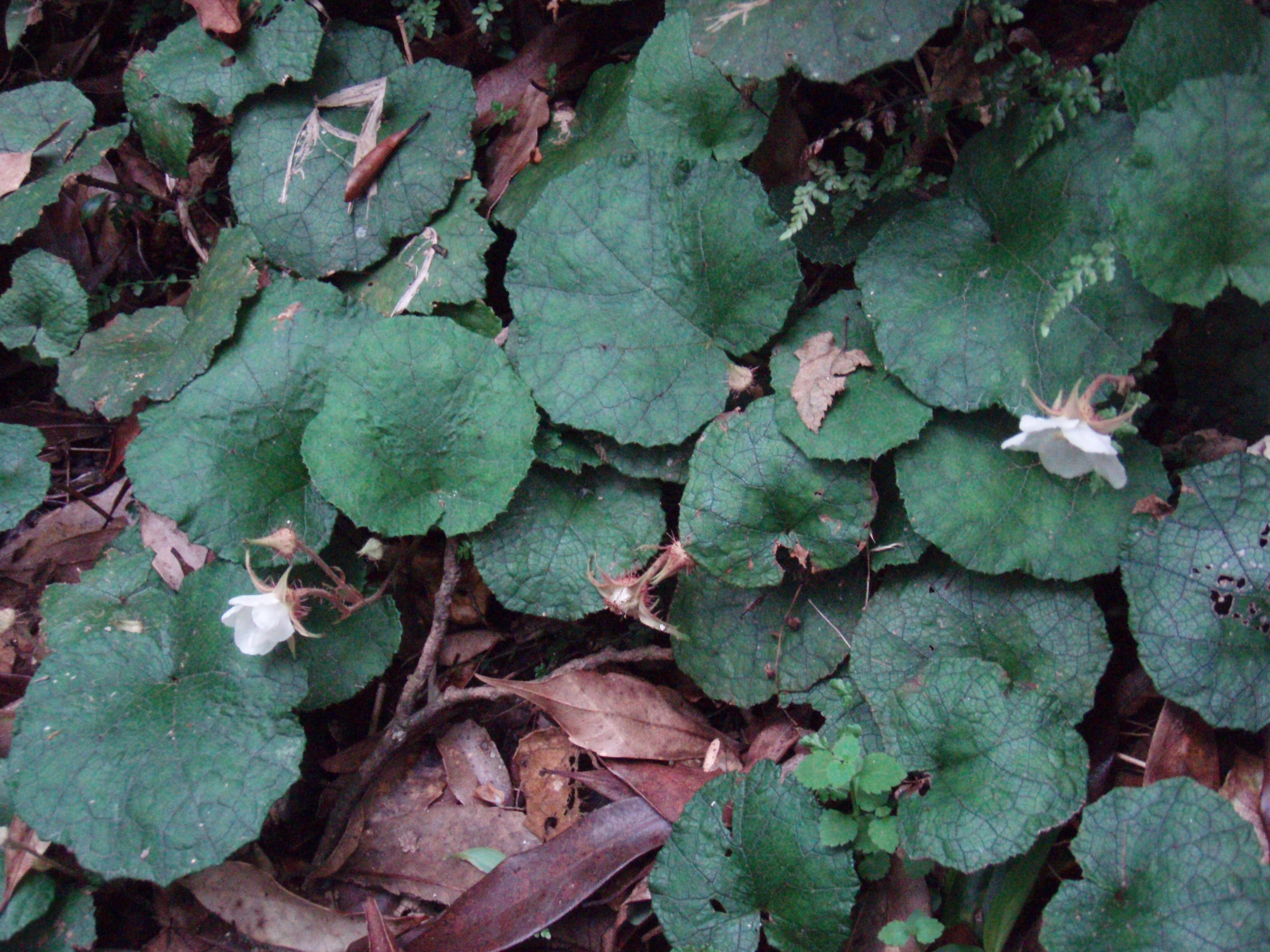
アマミフユイチゴ 全体
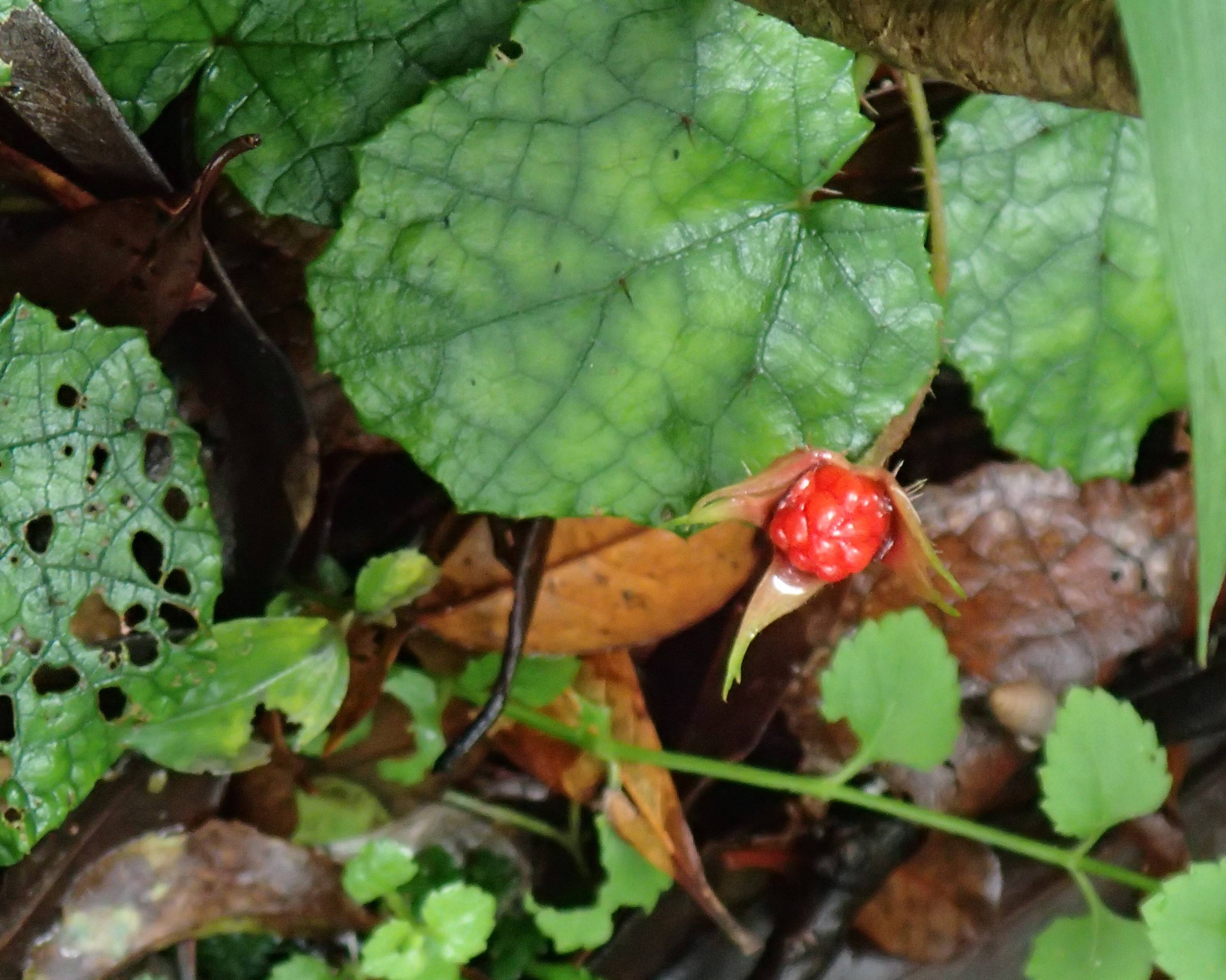
アマミフユイチゴ 実（奄美大島7月）
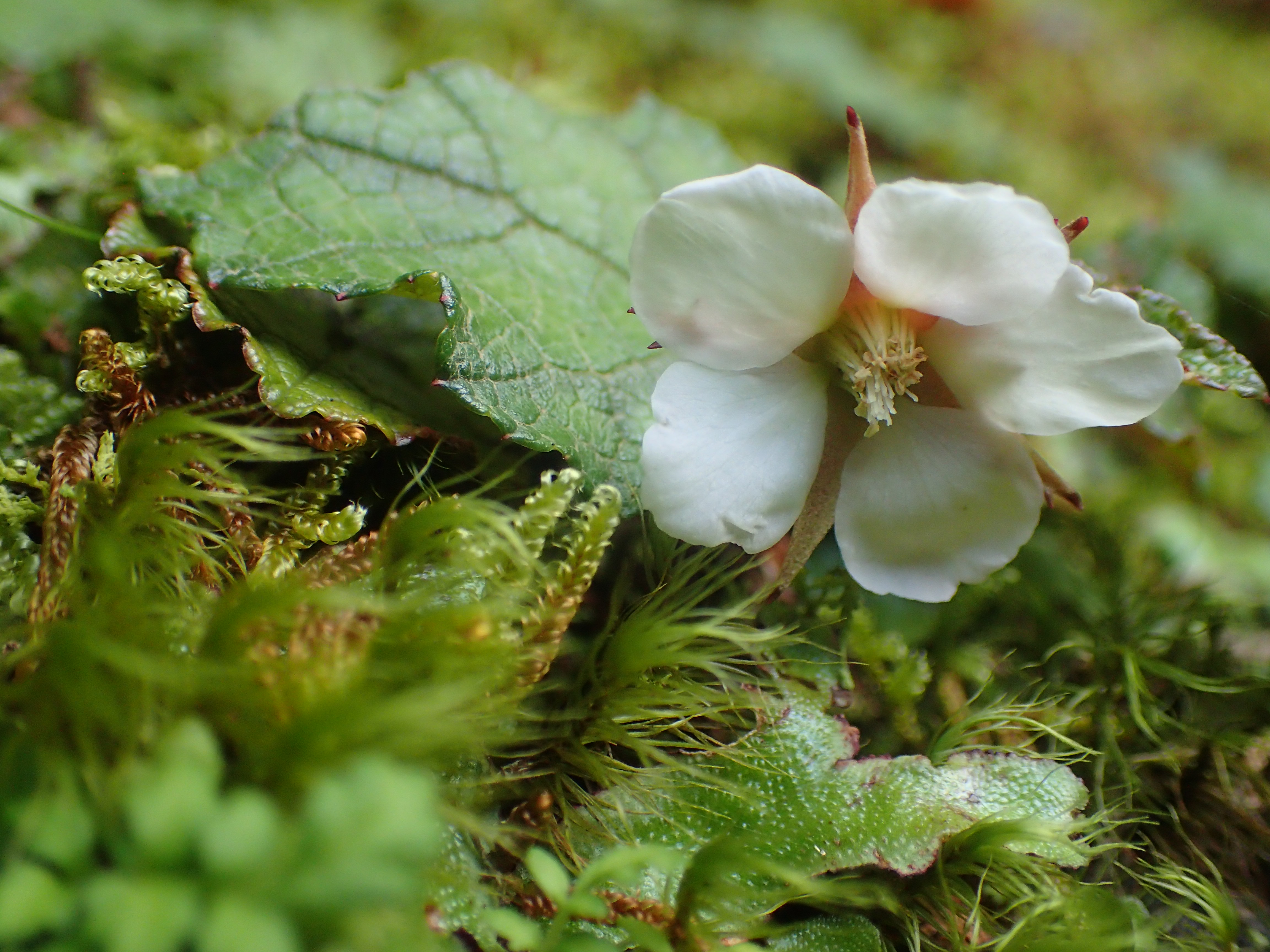
コバノアマミフユイチゴ  花 （奄美大島 5月）
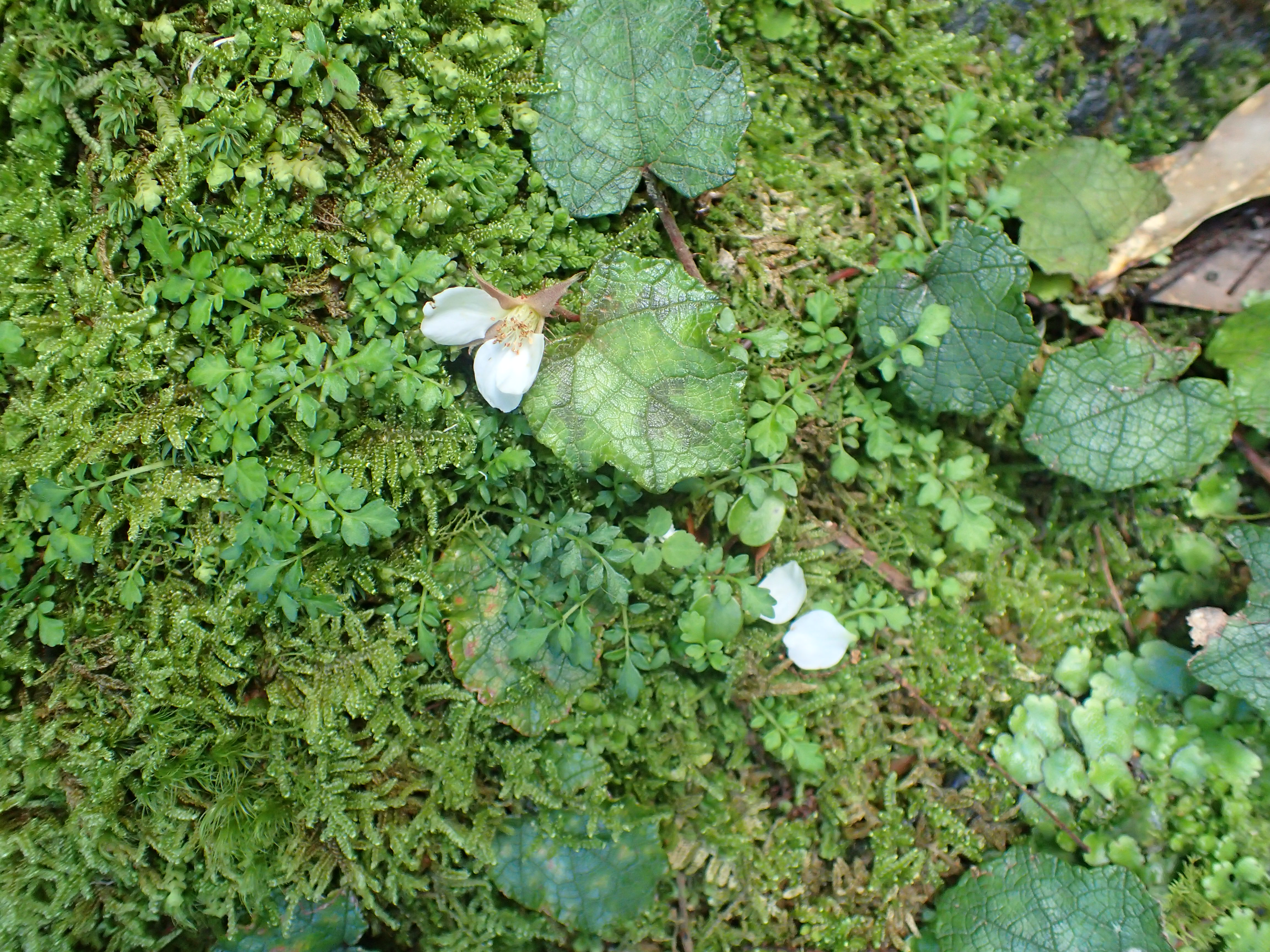
コバノアマミフユイチゴ 葉（奄美大島 5月）